# Trathala maritzai
Trathala maritzai là một loài tò vò trong họ Ichneumonidae.